# Дворцовый батальон
Дворцовый батальон (англ. Household Battalion) — пехотный батальон Британской армии времён Первой мировой войны.

## История
Образован в сентябре 1916 года из резервов Дворцовой кавалерии: 1-го гвардейского полка телохранителей, 2-го гвардейского полка телохранителей и Королевская конная гвардия. Батальоном на протяжении всего его существования командовал Уиндем Портел, 1-й виконт Портел.
Целью полка было оказание материальной поддержки и выполнение всех запросов пехоты на Западном фронте. Значительные усилия предпринимались для того, чтобы переподготовить кавалеристов и сделать из них пехотинцев, готовых к окопной войне. Батальон был номинально частью 4-й пехотной дивизии, прибыл в начале декабря 1916 года, когда заканчивалась битва на Сомме.
Батальон участвовал в битвах при Аррасе, Пашендейле и Полькапелле, понеся в последнем сражении крупные потери. Последним его боем было сражение за Бурлонский хребет в битве при Камбре в конце 1917 года. К этому моменту стало ясно, что резервов для поддержки частей Дворцовой кавалерии, переоборудованных в пехотные части, катастрофически не хватает (особенно для поддержки Гвардейского пулемётного полка). В итоге в феврале 1918 года полк был расформирован. Солдатам полка выплатили жалование, соответствующее жалованию кавалериста (чуть больше, чем у пехотинца) и позволили носить им во время отпуска кавалерийские мундиры.
В 1919 году батальону было пожаловано знамя от короля, установленное в 1920 году в церкви Святой Троицы в гарнизоне в Виндзоре. Пожалованные почести — право носить имена кампаний, в которых участвовал полк — виконт Портал передал полкам, из которых формировался батальон.